# Variz (gastrópode)

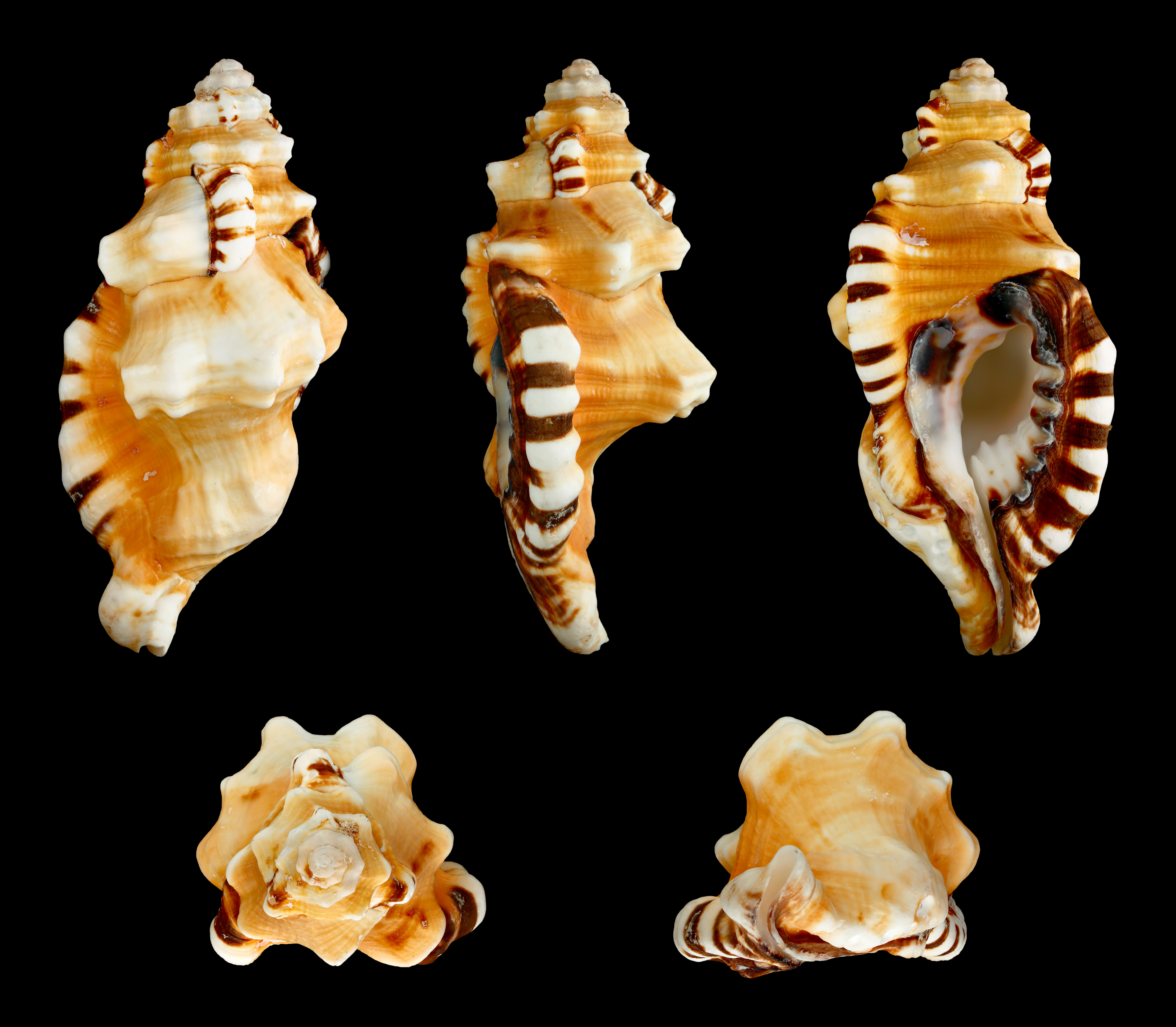
Nesta concha de Lotoria lotoria, as varizes se destacam pela coloração intercalada marrom, mais escuro que o restante da concha, e branca, chegando a formar o lábio externo, na abertura.

Nas conchas dos moluscos gastrópodes a variz é um fenômeno do crescimento de sua espiral e é caracterizada por um espessamento que, em muitos casos, pode conter expansões ou espinhos.

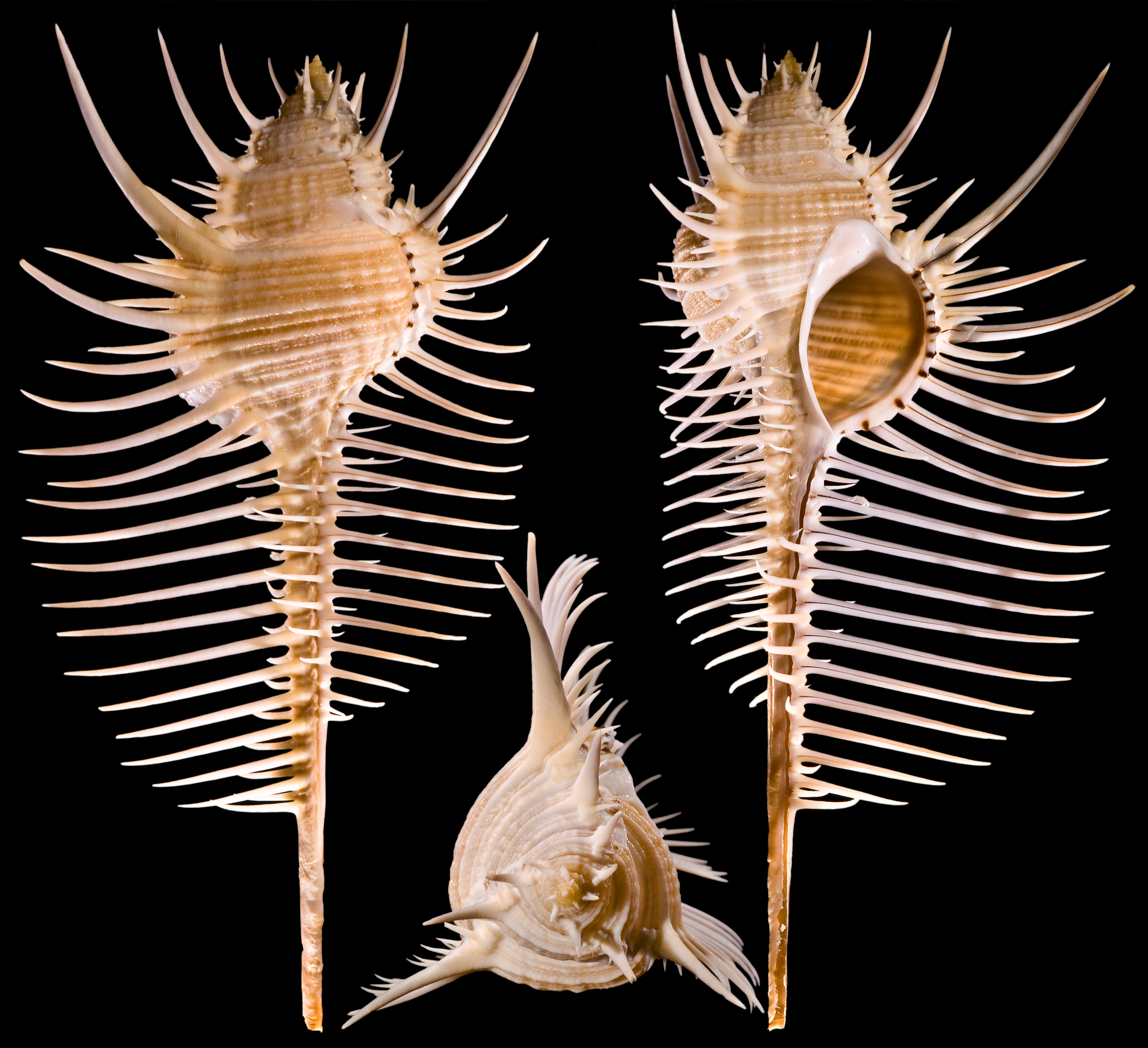
Em uma concha de Murex pecten, as varizes contém longas projeções em forma de espinhos.
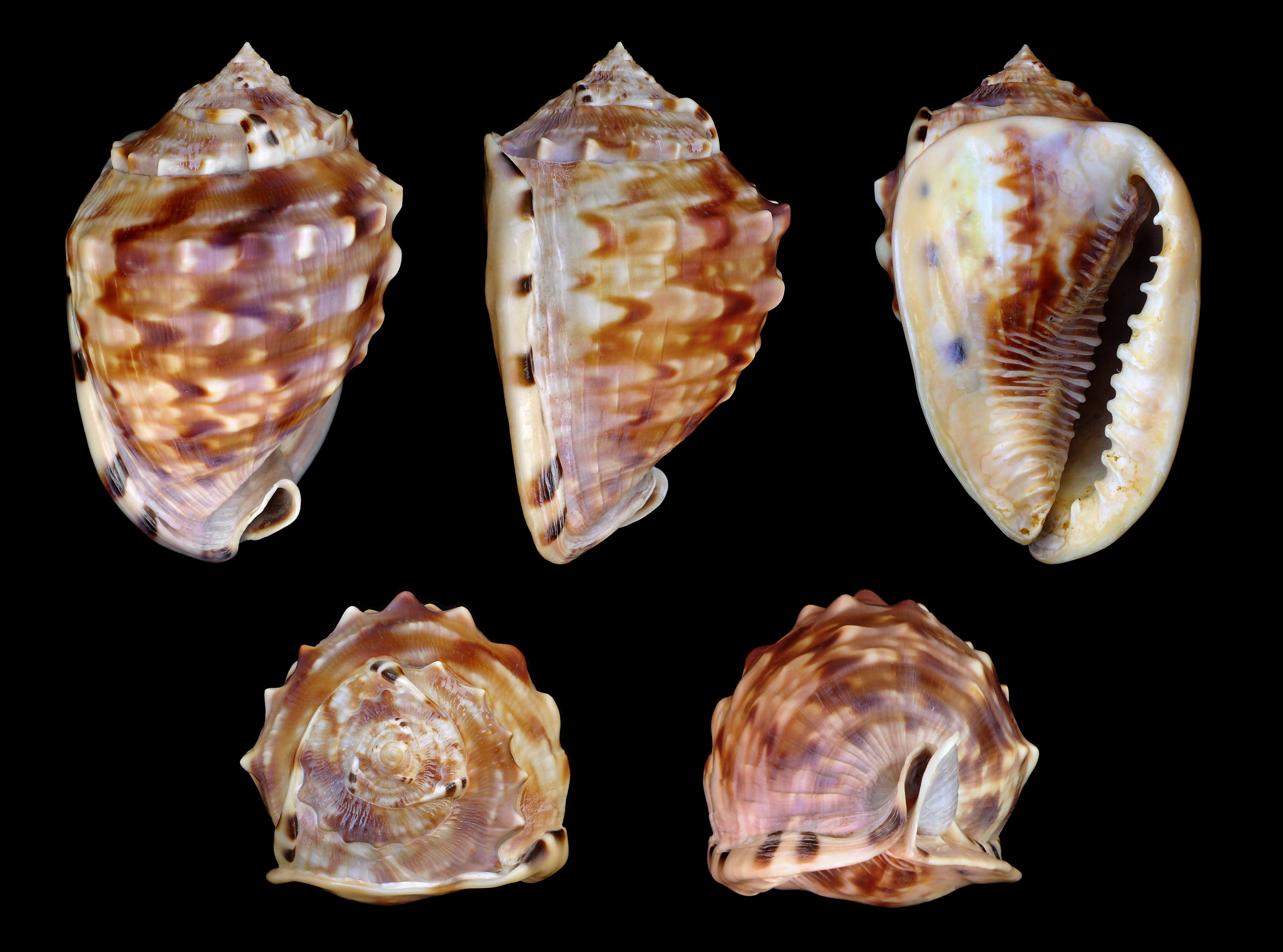
Concha de Cassis flammea, com suas oito varizes visíveis, de coloração mais escura.
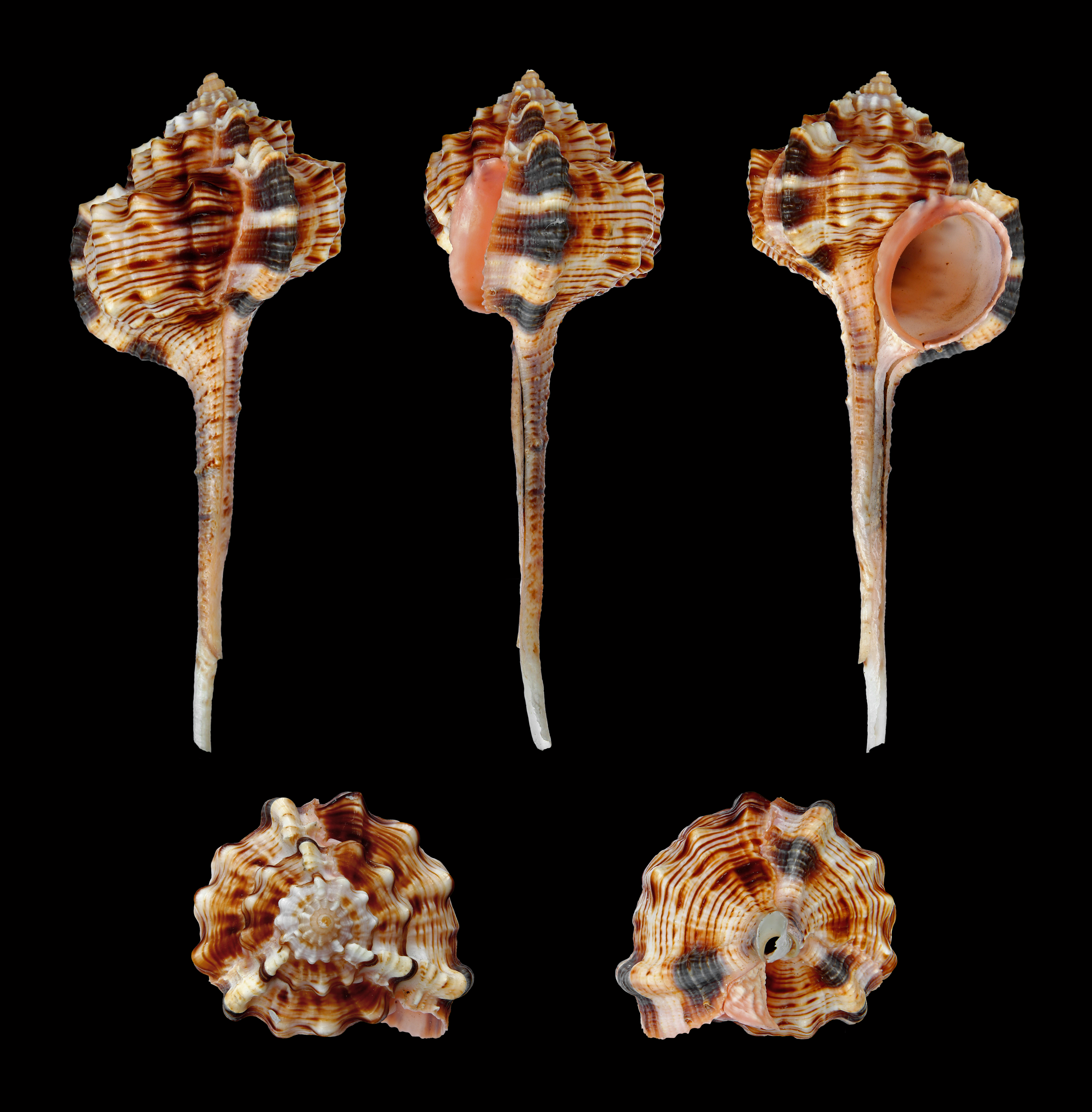
Concha de Haustellum haustellum, com suas três varizes visíveis, de coloração mais escura.